# 京都都市圏
京都都市圏（きょうととしけん）は、京都府京都市を中心に形成されている都市圏である。

## 概要

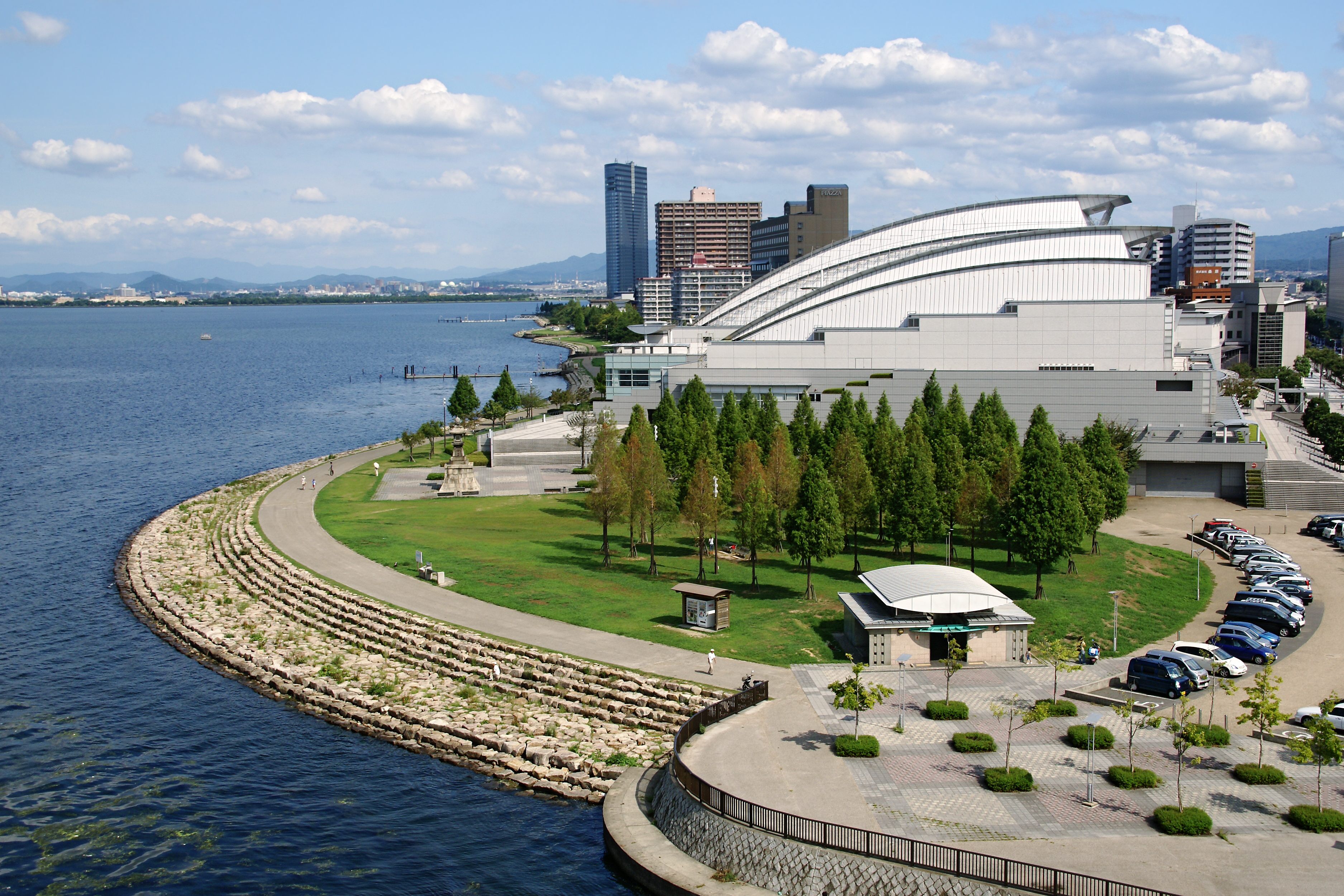
びわ湖ホールと大津市街地

京都都市圏は、多くの場合域内に京都市と滋賀県大津市の2つの都道府県庁所在地を含むため、京都府と滋賀県を併せた称である「京滋」や、両市から1字ずつとった「京津」が、そのまま京都都市圏の別称として用いられる場合がある。琵琶湖に面する大津は、平安時代から江戸時代にかけて北国・東国と京都を結ぶ外港の役割も担っていた。
都市圏の範囲とその人口は都市圏の定義によって様々であるが、一例として、2015年国勢調査を基準とした京都都市圏（都市雇用圏）の都市圏人口は約280万人で、これは東京都市圏、大阪都市圏、名古屋都市圏に次ぐ日本で第4位の規模であった。当時の範囲は京都府中部から滋賀県の琵琶湖南岸に及んでいた。しかし、2020年の国勢調査「従業地・通学地集計結果」の発表によると、滋賀県草津市周辺が京都市の10%通勤圏（都市雇用圏）から外れたため、人口・面積ともに減少した。現在の圏内人口は約247万人である。
2010年の域内総生産は10.1兆円であった。京都都市圏を指してグレーター京都（Greater Kyoto）あるいは京都圏と呼ぶこともある。また、京都都市圏・大阪都市圏・神戸都市圏等を併せて一つの都市圏とする見方もあり、その場合は「京阪神」「京阪神大都市圏」「近畿大都市圏」等と呼ばれる。（例：都市圏 (総務省)）
行政の取組としては滋賀県、京都府、大阪府の30の自治体でネットワーク形成が進められ、パートナーシップが結ばれている。
北部に丹波高地、東部に近江盆地と琵琶湖、南部に京都盆地、西部に北摂山系が広がり、比良山地と笠置山地をつなぐ山地が南北に横切っている。なお、京都府南部に位置する精華町、笠置町、和束町、およびかつての加茂町・木津町・山城町が合併した木津川市などの地域は奈良都市圏でもある。ただし、奈良市は大阪都市圏の一部でもあり、独立した都市圏とは言い難い面もある。

## 範囲

京都都市圏自治体ネットワークの市町（淡い青）と都市雇用圏（青）

### 都市雇用圏

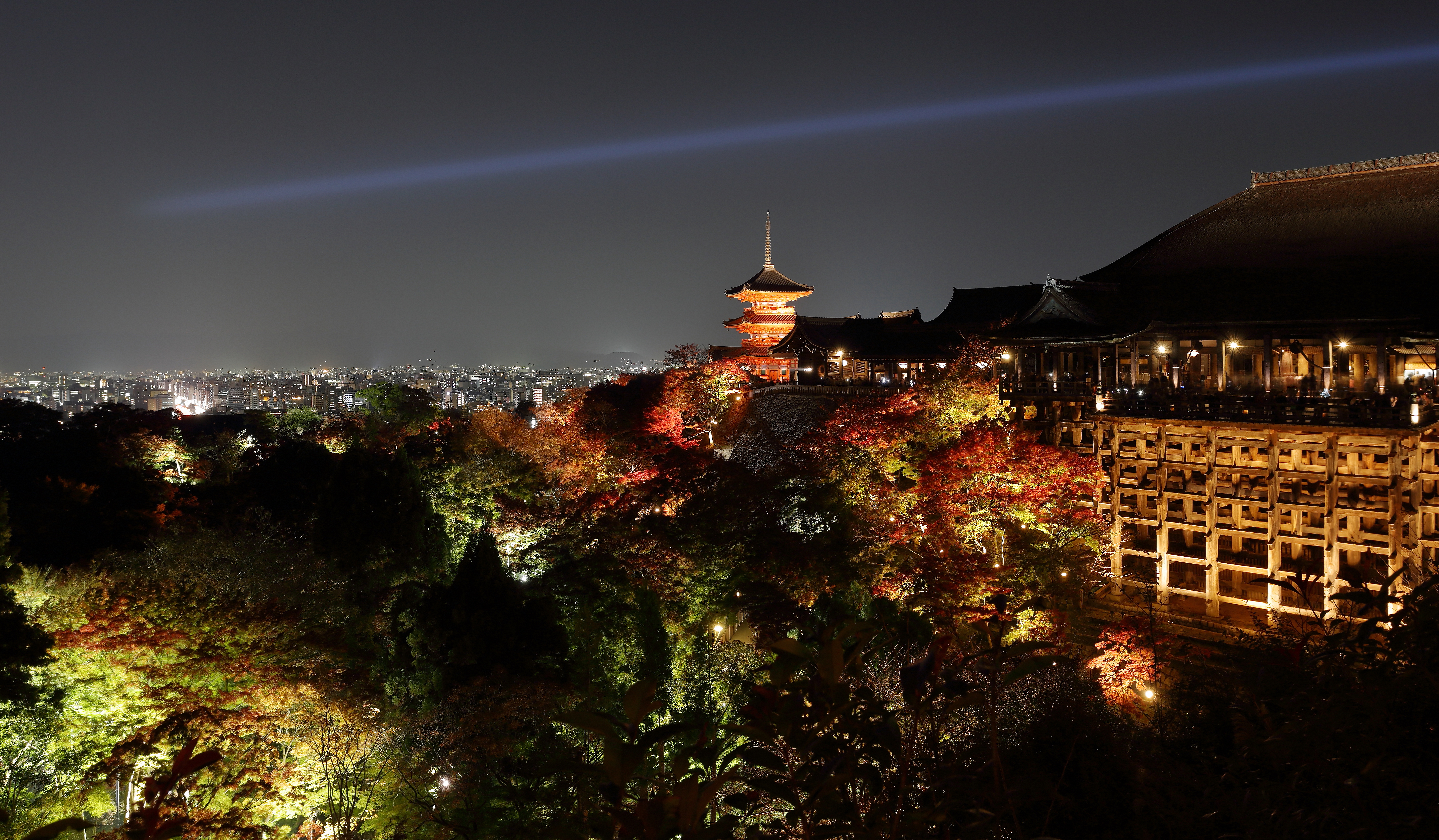
清水寺と京都盆地の夜景

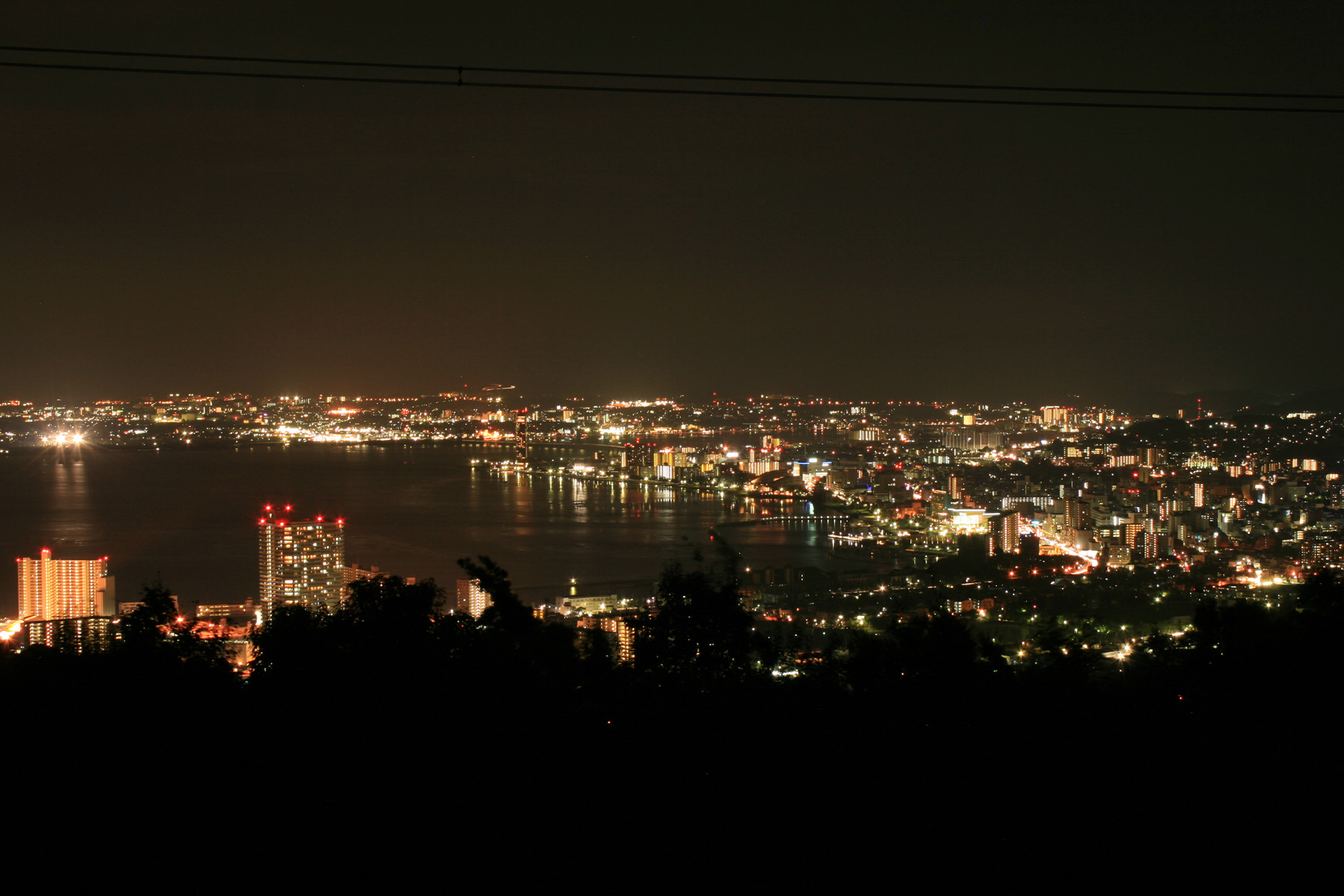
大津港の夜景

2020年（平成27年）国勢調査「常住地による従業・通学市区町村別15歳以上就業者数」に基づいた、京都市を中心市とする都市雇用圏（10% 通勤圏）の人口は約247万人。
京都市に隣接している市町のうち滋賀県高島市、大阪府高槻市、島本町は京都都市圏に含まない。京都市に隣接している八幡市は戦後しばらくして大阪都市圏となった。当時は綴喜郡八幡町。京都府では初めて他府県の都市圏内に入った。1980年頃には八幡市では大阪府枚方市への越境合併およびその対案として八幡市単独での大阪府への移行も市民側より要望されていた。現在は京都都市圏に含まれる。また、京田辺市は2002年のJR片町線の輸送改善以降、大阪への通勤の利便性が向上したことにより、京都都市圏から大阪都市圏に移行していたが、2015年には再び京都都市圏に戻った。
京都府南部の木津川市、精華町、笠置町、和束町は大阪都市圏である。京都府の都市雇用圏はこの他にも中丹地域に舞鶴都市圏、福知山都市圏があり、府下だけでも3都市圏が存在している他、前述のようにや木津川市および精華町と笠置町と和束町の1市3町は大阪都市圏、南山城村は伊賀都市圏であるため、京都府に関係している都市圏は全部で5つとなっている。
また、2020年の国勢調査「従業地・通学地集計結果」を元にした後述する京都都市圏自治体ネットワークの発表では、滋賀県草津市、守山市、栗東市、野洲市、京都府京丹波町は10%通勤通学圏から外れる結果となった。
通勤率が最も高い自治体は京都府向日市の44.5%であり、以下は2020年の京都都市圏自治体ネットワークによる発表に基づいて、現在の京都市への通勤通学率が10%を超える自治体と過去に通勤通学率が10%を超えていた自治体も含めたデータである。過去に10%に達していた自治体と他都市圏に所属している自治体(精華町、木津川市)は灰色で示す。
| 順位 | 府県   | 自治体     | 通勤率 |
| ---- | ------ | ---------- | ------ |
| 1    | 京都府 | 向日市     | 44.5%  |
| 2    | 京都府 | 長岡京市   | 31.9%  |
| 3    | 京都府 | 宇治市     | 29.3%  |
| 4    | 京都府 | 大山崎町   | 27.3%  |
| 5    | 京都府 | 亀岡市     | 24.3％ |
| 6    | 京都府 | 城陽市     | 21.1%  |
| 7    | 京都府 | 久御山町   | 18.3％ |
| 8    | 滋賀県 | 大津市     | 16.4％ |
| 9    | 京都府 | 八幡市     | 14.6％ |
| 10   | 京都府 | 京田辺市   | 13.8％ |
| 11   | 京都府 | 南丹市     | 12.9%  |
| 12   | 京都府 | 井手町     | 12.7%  |
| 13   | 京都府 | 精華町     | 12.4%  |
| 14   | 京都府 | 宇治田原町 | 10.4%  |
| 15   | 滋賀県 | 草津市     | 9.0%   |
| 16   | 京都府 | 木津川市   | 8.5%   |
| 17   | 滋賀県 | 守山市     | 6.6%   |
| 18   | 滋賀県 | 栗東市     | 6.4%   |
| 19   | 滋賀県 | 野洲市     | 5.4%   |
| 20   | 京都府 | 京丹波町   | 4.7%   |

都市雇用圏の変遷
都市圏に含まれない自治体は、各統計年の欄で灰色かつ「-」で示す。
| 府県   | 自治体 ('80) | 1980年                   | 1990年                   | 1995年                   | 2000年                   | 2005年                   | 2010年                   | 2015年                   | 2020年                  | 自治体 （現在） |
| ------ | ------------ | ------------------------ | ------------------------ | ------------------------ | ------------------------ | ------------------------ | ------------------------ | ------------------------ | ----------------------- | --------------- |
| 京都府 | 和知町       | -                        | -                        | -                        | 福知山都市圏             | -                        | 京都 都市圏 267万 9094人 | 京都 都市圏 280万 1044人 | -                       | 京丹波町        |
| 京都府 | 瑞穂町       | -                        | -                        | -                        | -                        | -                        | 京都 都市圏 267万 9094人 | 京都 都市圏 280万 1044人 | -                       | 京丹波町        |
| 京都府 | 丹波町       | 京都 都市圏              | -                        | -                        | -                        | -                        | 京都 都市圏 267万 9094人 | 京都 都市圏 280万 1044人 | -                       | 京丹波町        |
| 京都府 | 美山町       | -                        | -                        | -                        | -                        | -                        | 京都 都市圏 267万 9094人 | 京都 都市圏 280万 1044人 | 京都 都市圏 247万 500人 | 南丹市          |
| 京都府 | 園部町       | 京都 都市圏 236万 1205人 | 京都 都市圏 248万 5352人 | 京都 都市圏 253万 9639人 | 京都 都市圏 258万 3304人 | 京都 都市圏 256万 0850人 | 京都 都市圏 267万 9094人 | 京都 都市圏 280万 1044人 | 京都 都市圏 247万 500人 | 南丹市          |
| 京都府 | 八木町       | 京都 都市圏 236万 1205人 | 京都 都市圏 248万 5352人 | 京都 都市圏 253万 9639人 | 京都 都市圏 258万 3304人 | 京都 都市圏 256万 0850人 | 京都 都市圏 267万 9094人 | 京都 都市圏 280万 1044人 | 京都 都市圏 247万 500人 | 南丹市          |
| 京都府 | 日吉町       | 京都 都市圏 236万 1205人 | 京都 都市圏 248万 5352人 | 京都 都市圏 253万 9639人 | 京都 都市圏 258万 3304人 | 京都 都市圏 256万 0850人 | 京都 都市圏 267万 9094人 | 京都 都市圏 280万 1044人 | 京都 都市圏 247万 500人 | 南丹市          |
| 京都府 | 京都市       | 京都 都市圏 236万 1205人 | 京都 都市圏 248万 5352人 | 京都 都市圏 253万 9639人 | 京都 都市圏 258万 3304人 | 京都 都市圏 256万 0850人 | 京都 都市圏 267万 9094人 | 京都 都市圏 280万 1044人 | 京都 都市圏 247万 500人 | 京都市          |
| 京都府 | 京北町       | 京都 都市圏 236万 1205人 | 京都 都市圏 248万 5352人 | 京都 都市圏 253万 9639人 | 京都 都市圏 258万 3304人 | 京都 都市圏 256万 0850人 | 京都 都市圏 267万 9094人 | 京都 都市圏 280万 1044人 | 京都 都市圏 247万 500人 | 京都市          |
| 京都府 | 亀岡市       | 京都 都市圏 236万 1205人 | 京都 都市圏 248万 5352人 | 京都 都市圏 253万 9639人 | 京都 都市圏 258万 3304人 | 京都 都市圏 256万 0850人 | 京都 都市圏 267万 9094人 | 京都 都市圏 280万 1044人 | 京都 都市圏 247万 500人 | 亀岡市          |
| 京都府 | 向日市       | 京都 都市圏 236万 1205人 | 京都 都市圏 248万 5352人 | 京都 都市圏 253万 9639人 | 京都 都市圏 258万 3304人 | 京都 都市圏 256万 0850人 | 京都 都市圏 267万 9094人 | 京都 都市圏 280万 1044人 | 京都 都市圏 247万 500人 | 向日市          |
| 京都府 | 長岡京市     | 京都 都市圏 236万 1205人 | 京都 都市圏 248万 5352人 | 京都 都市圏 253万 9639人 | 京都 都市圏 258万 3304人 | 京都 都市圏 256万 0850人 | 京都 都市圏 267万 9094人 | 京都 都市圏 280万 1044人 | 京都 都市圏 247万 500人 | 長岡京市        |
| 京都府 | 大山崎町     | 京都 都市圏 236万 1205人 | 京都 都市圏 248万 5352人 | 京都 都市圏 253万 9639人 | 京都 都市圏 258万 3304人 | 京都 都市圏 256万 0850人 | 京都 都市圏 267万 9094人 | 京都 都市圏 280万 1044人 | 京都 都市圏 247万 500人 | 大山崎町        |
| 京都府 | 久御山町     | 京都 都市圏 236万 1205人 | 京都 都市圏 248万 5352人 | 京都 都市圏 253万 9639人 | 京都 都市圏 258万 3304人 | 京都 都市圏 256万 0850人 | 京都 都市圏 267万 9094人 | 京都 都市圏 280万 1044人 | 京都 都市圏 247万 500人 | 久御山町        |
| 京都府 | 八幡市       | 大阪 都市圏              | 大阪 都市圏              | 大阪 都市圏              | 大阪 都市圏              | 大阪 都市圏              | 大阪 都市圏              | 大阪 都市圏              | 京都 都市圏 247万 500人 | 八幡市          |
| 京都府 | 田辺町       | 京都 都市圏              | 京都 都市圏              | 京都 都市圏              | 京都 都市圏              | 大阪 都市圏              | 大阪 都市圏              | 京都 都市圏              | 京都 都市圏 247万 500人 | 京田辺市        |
| 京都府 | 城陽市       | 京都 都市圏              | 京都 都市圏              | 京都 都市圏              | 京都 都市圏              | 京都 都市圏              | 京都 都市圏              | 京都 都市圏              | 京都 都市圏 247万 500人 | 城陽市          |
| 京都府 | 井手町       | 京都 都市圏              | 京都 都市圏              | 京都 都市圏              | 京都 都市圏              | 京都 都市圏              | 京都 都市圏              | 京都 都市圏              | 京都 都市圏 247万 500人 | 井手町          |
| 京都府 | 宇治市       | 京都 都市圏              | 京都 都市圏              | 京都 都市圏              | 京都 都市圏              | 京都 都市圏              | 京都 都市圏              | 京都 都市圏              | 京都 都市圏 247万 500人 | 宇治市          |
| 京都府 | 宇治田原町   | 京都 都市圏              | 京都 都市圏              | 京都 都市圏              | 京都 都市圏              | 京都 都市圏              | 京都 都市圏              | 京都 都市圏              | 京都 都市圏 247万 500人 | 宇治田原町      |
| 滋賀県 | 志賀町       | 京都 都市圏              | 京都 都市圏              | 京都 都市圏              | 京都 都市圏              | 京都 都市圏              | 京都 都市圏              | 京都 都市圏              | 京都 都市圏 247万 500人 | 大津市          |
| 滋賀県 | 大津市       | 京都 都市圏              | 京都 都市圏              | 京都 都市圏              | 京都 都市圏              | 京都 都市圏              | 京都 都市圏              | 京都 都市圏              | 京都 都市圏 247万 500人 | 大津市          |
| 滋賀県 | 草津市       | 京都 都市圏              | 京都 都市圏              | 京都 都市圏              | 京都 都市圏              | 京都 都市圏              | 京都 都市圏              | 京都 都市圏              | -                       | 草津市          |
| 滋賀県 | 栗東町       | -                        | 京都 都市圏              | 京都 都市圏              | 京都 都市圏              | 京都 都市圏              | 京都 都市圏              | 京都 都市圏              | -                       | 栗東市          |
| 滋賀県 | 守山市       | 守山 都市圏              | 守山 都市圏              | 守山 都市圏              | 守山 都市圏              | 守山 都市圏              | 京都 都市圏              | 京都 都市圏              | -                       | 守山市          |
| 滋賀県 | 野洲町       | 京都 都市圏              | 野洲 都市圏              | 野洲 都市圏              | 野洲 都市圏              | 野洲 都市圏              | 野洲 都市圏              | 京都 都市圏              | -                       | 野洲市          |
| 滋賀県 | 中主町       | -                        | 野洲 都市圏              | 野洲 都市圏              | 野洲 都市圏              | 野洲 都市圏              | 野洲 都市圏              | 京都 都市圏              | -                       | 野洲市          |

上記の市町村に関わる合併などの近年の変遷を以下に示す。
- 1997年4月1日 - 綴喜郡田辺町が、市制施行して京田辺市となった。
- 2001年10月1日 - 栗太郡栗東町が市制施行して栗東市となった。
- 2004年10月1日 - 野洲郡野洲町と中主町の2町が合併して野洲市となった。
- 2005年4月1日 - 京都市が北桑田郡京北町を編入し、同市右京区の一部とした。
- 2005年10月11日 - 船井郡丹波町・瑞穂町・和知町の3町が合併して京丹波町となった。
- 2006年1月1日 - 船井郡園部町・八木町・日吉町、北桑田郡美山町の4町が合併して南丹市となった。
- 2006年3月20日 - 大津市が志賀町を編入合併した。

## 京都都市圏自治体ネットワーク (広域連携組織)
京都都市圏自治体ネットワークでは、国勢調査「従業地・通学地集計結果」において、京都市への就業・通学者（15歳以上）の割合が概ね5％以上の自治体を、経済・社会的に強い結びつきを持った一体的な圏域とみなしている。1995年に設置されたネットワーク会議に参加する滋賀県・京都府・大阪府の30市町の人口の合計は、2020年時点で約378万人。
京都市近隣の各自治体における2020年の京都市への就業・通学者の割合（通勤通学率）は以下の通り。※の自治体はネットワーク会議に参加していない。

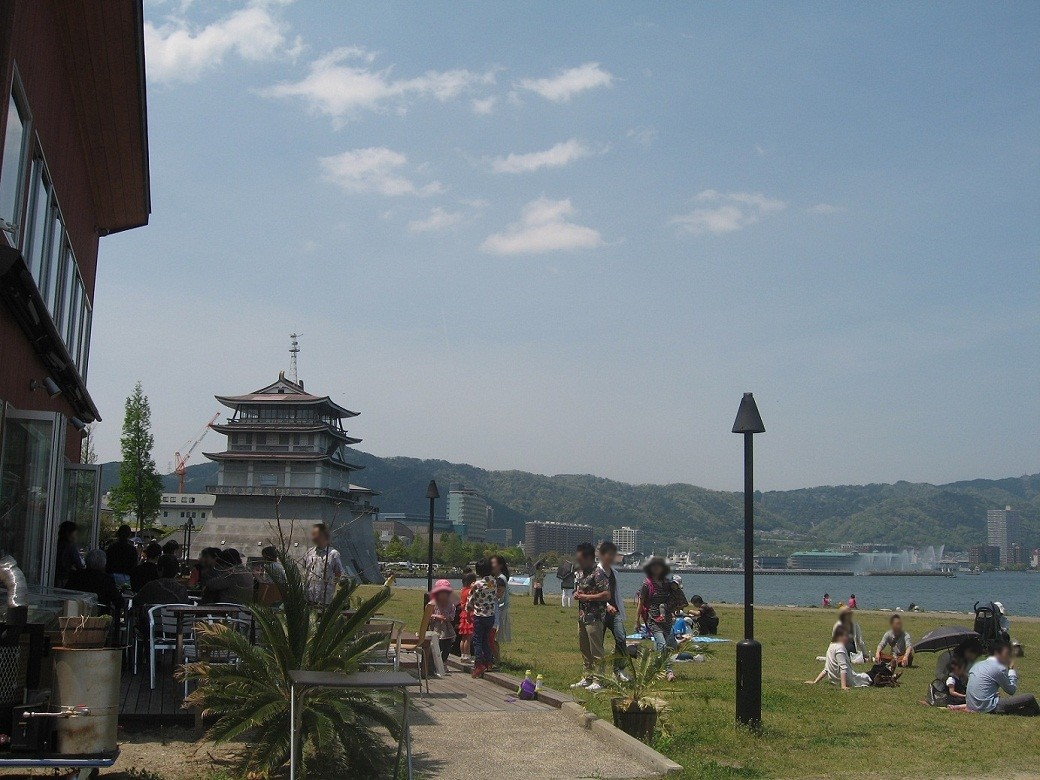
大津市（中核市）
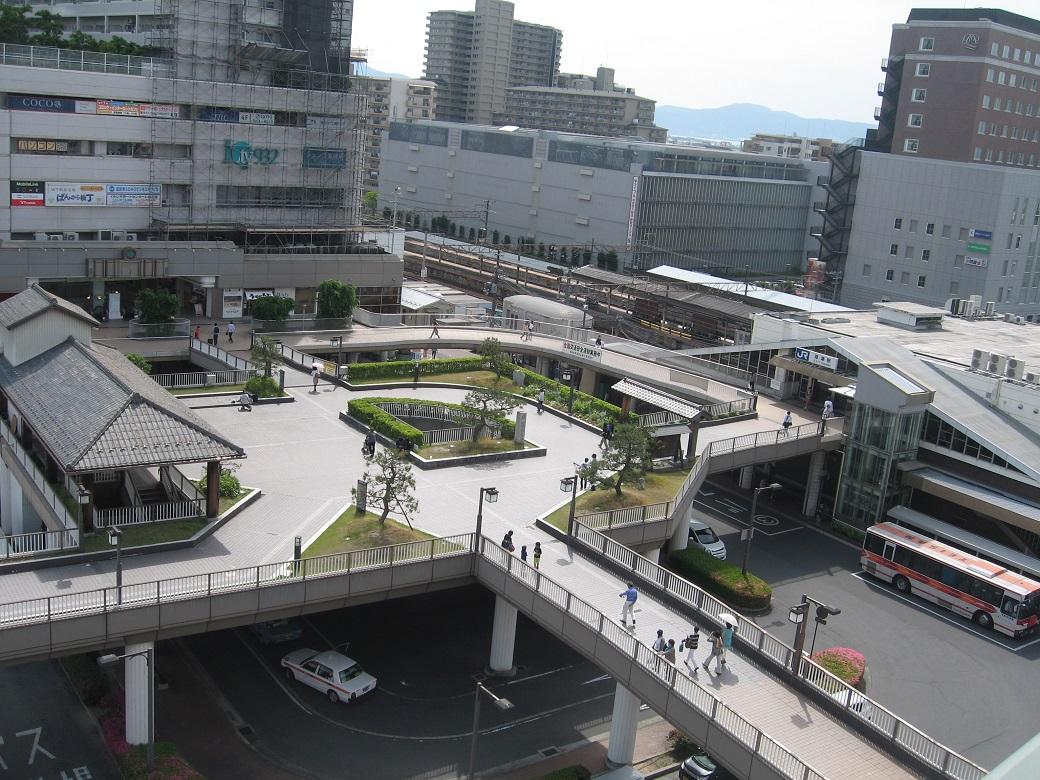
草津市
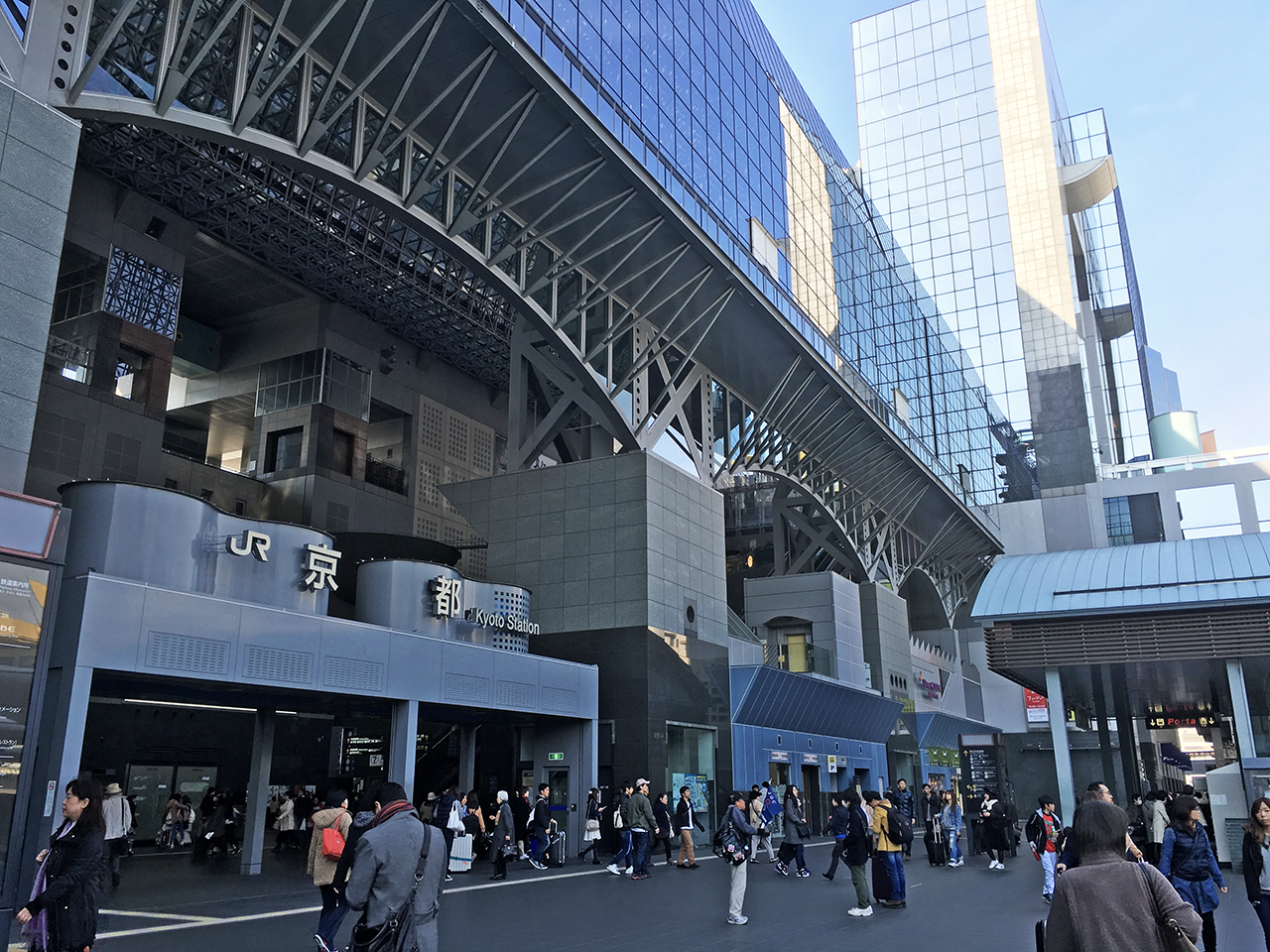
京都市（政令市）
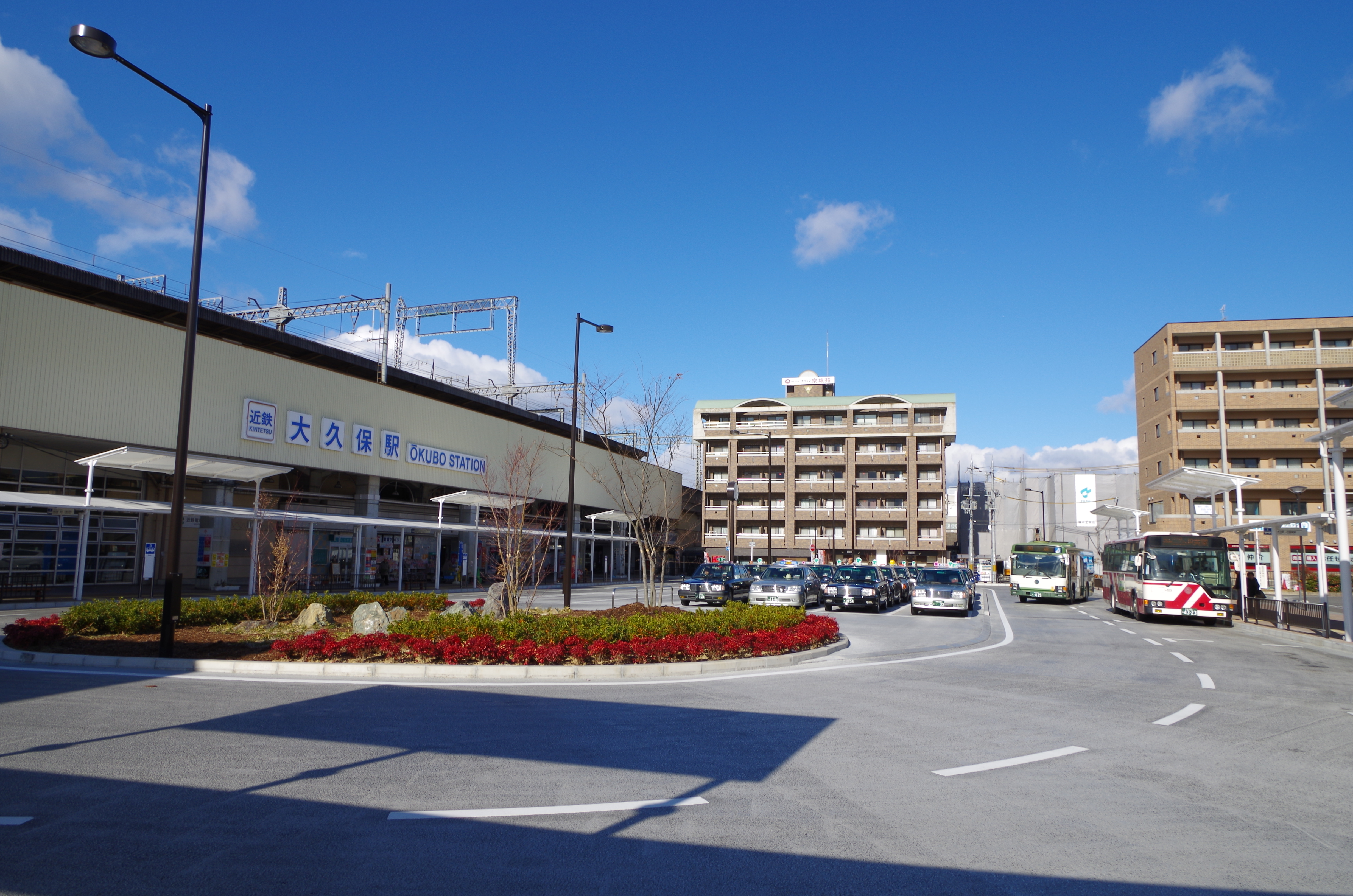
宇治市
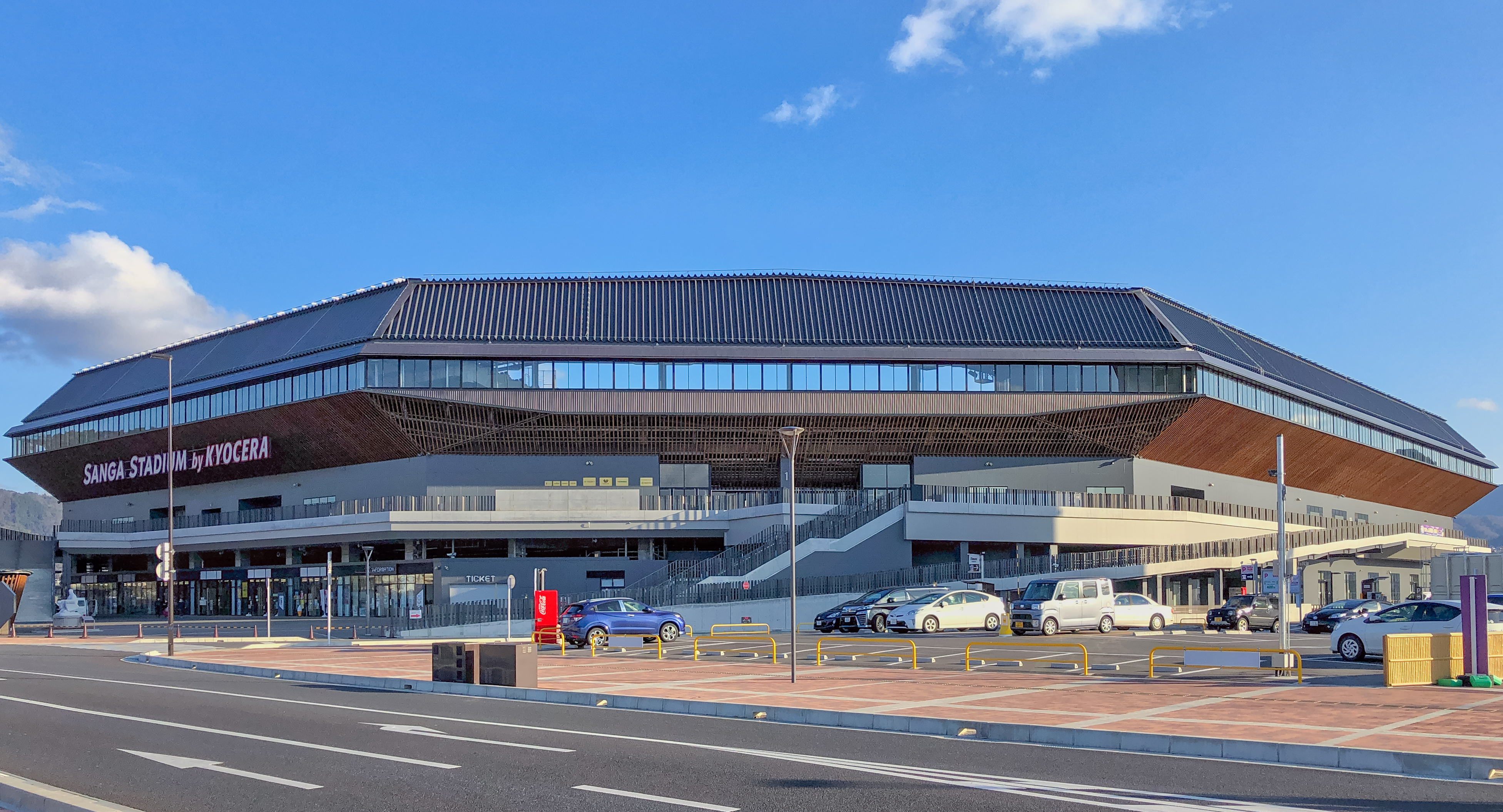
亀岡市
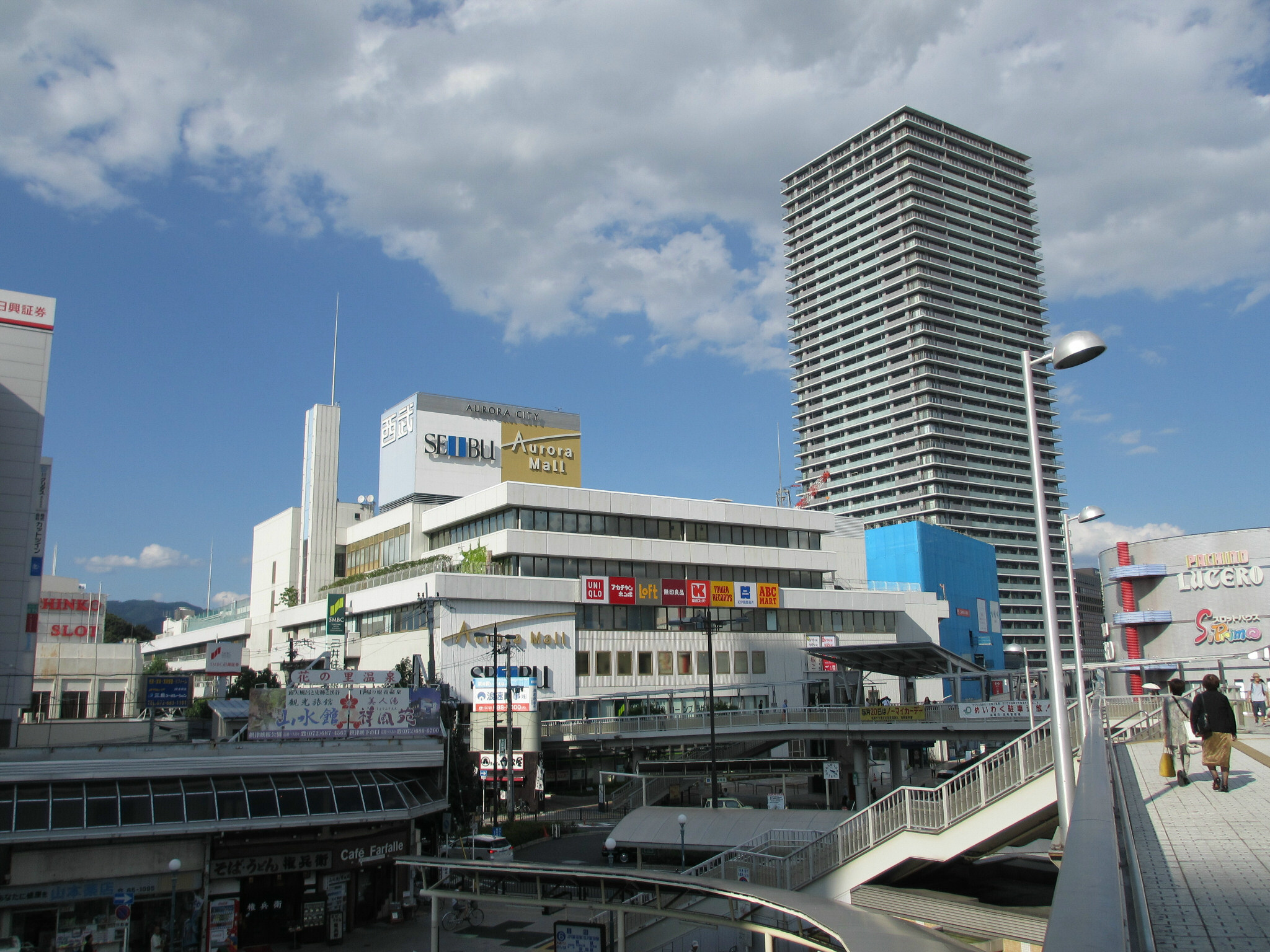
高槻市（中核市）

| 自治体     | 通勤通学率 |
| ---------- | ---------- |
| 大津市     | 16.4%      |
| 草津市     | 9.0%       |
| 守山市     | 6.6%       |
| 栗東市     | 6.4%       |
| 野洲市     | 5.4%       |
| 高島市     | 4.4%       |
| 近江八幡市 | 3.7%       |
| 湖南市     | 2.9%       |
| 竜王町     | 2.6%       |
| 甲賀市     | 2.3%       |
| 彦根市※    | 2.3%       |
| 東近江市   | 2.2%       |
| 愛荘町※    | 1.8%       |
| 甲良町※    | 1.8%       |
| 多賀町※    | 1.8%       |
| 豊郷町※    | 1.7%       |
| 米原市※    | 1.6%       |
| 長浜市※    | 1.3%       |
| 日野町     | 1.3%       |

| 自治体     | 通勤通学率 |
| ---------- | ---------- |
| 京都市     | 79.3%      |
| 向日市     | 44.5%      |
| 長岡京市   | 31.9%      |
| 宇治市     | 29.3%      |
| 大山崎町   | 27.3%      |
| 亀岡市     | 24.3%      |
| 城陽市     | 21.1%      |
| 久御山町   | 18.3%      |
| 八幡市     | 14.6%      |
| 京田辺市   | 13.8%      |
| 南丹市     | 12.9%      |
| 井手町     | 12.7%      |
| 精華町     | 12.4%      |
| 宇治田原町 | 10.4%      |
| 木津川市   | 8.5%       |
| 京丹波町   | 4.7%       |

| 自治体  | 通勤通学率 |
| ------- | ---------- |
| 島本町  | 13.5%      |
| 高槻市  | 6.3%       |
| 枚方市※ | 5.2%       |

- 大津市（中核市）
- 草津市
- 京都市（政令市）
- 宇治市
- 亀岡市
- 高槻市（中核市）

### 都市・地域レポート2005
国土交通省の都市・地域レポート2005では、人口10万人以上で昼夜間人口比率が1以上であり、20km以内に併存する京都市と草津市を核都市として扱い、一つの圏域に連結させて京都・草津都市圏を設定した。中部圏広域地方計画の検討資料では、草津圏域を内包する京都圏域の名前で呼ばれている。圏域を構成する下記自治体の人口の合計は、2020年時点で約300万人。
- 京都市
- 草津市
- 大津市
- 近江八幡市
- 守山市
- 栗東市
- 野洲市
- 湖南市
- 宇治市
- 亀岡市
- 城陽市
- 向日市
- 長岡京市
- 八幡市
- 京田辺市
- 南丹市
- 大山崎町
- 久御山町
- 井手町
- 宇治田原町
- 京丹波町

### 行政計画
京都市による2001年策定の京都市基本計画では、都市構造を示す図において京都都市圏として南丹、乙訓、南山城、湖南、大津、湖西を例示している。また、都市計画マスタープランでは向日市・長岡京市・大山崎町など、宇治市・八幡市・久御山町など、けいはんな学研都市、滋賀県南西部が例示されている。
京都府による2005年策定の京都府交通需要マネジメント施策基本計画では、京都府のおおよそ丹波町（現京丹波町の一部）以南の都市計画区域を京都都市圏として扱っている。

## 交通

### 主な鉄道

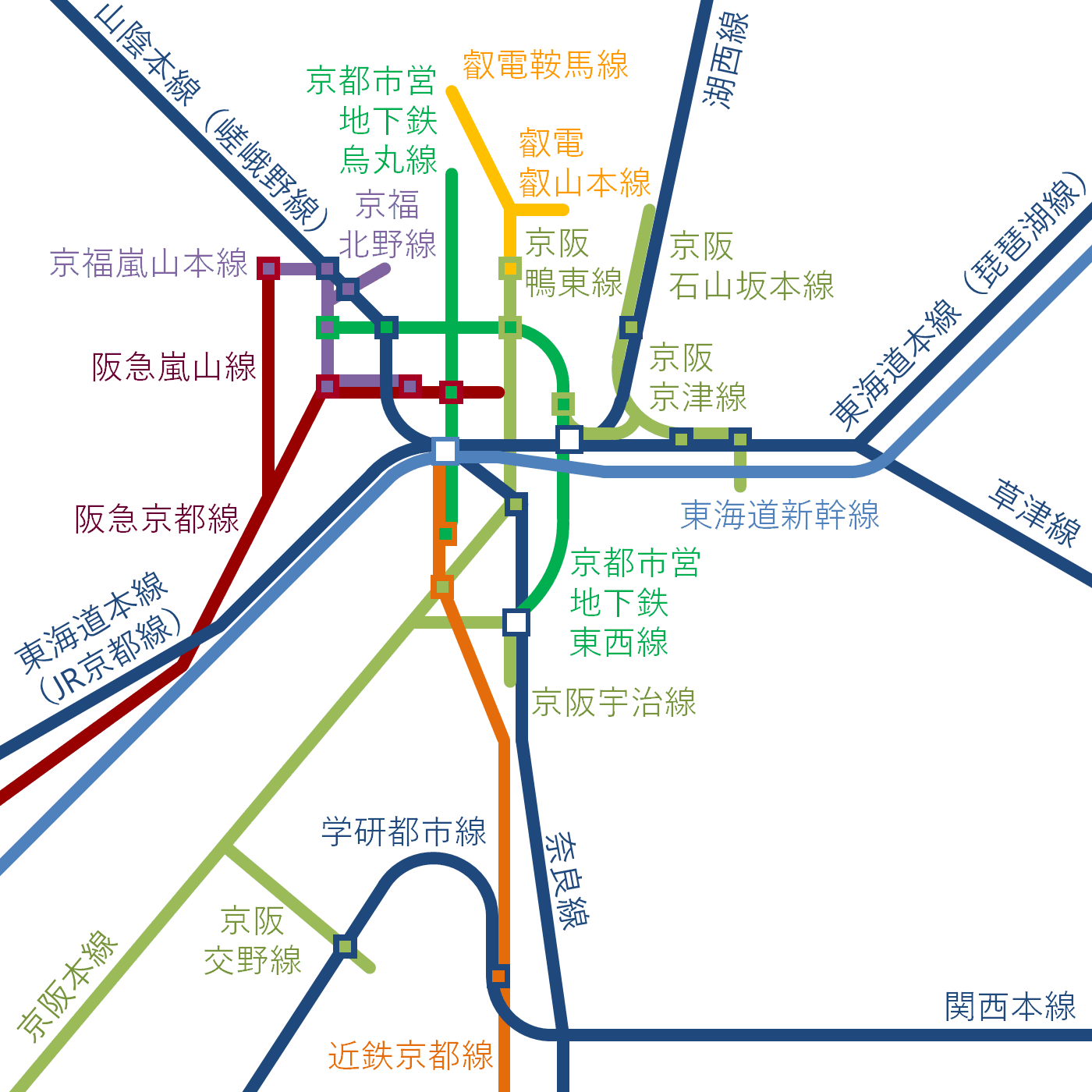
鉄道路線図

京都駅を中心にJRと近鉄の路線が放射状に伸びている。
- 東海道新幹線
- 東海道本線（JR京都線・琵琶湖線）
- 山陰本線（嵯峨野線）
- 湖西線
- 奈良線
- 草津線
- 近鉄京都線
- 阪急京都本線・嵐山線
- 京阪本線・京津線・石山坂本線・宇治線
- 京福電気鉄道嵐山本線・北野線
- 叡山電鉄叡山本線・鞍馬線
- 京都市営地下鉄烏丸線・東西線

### 主な道路

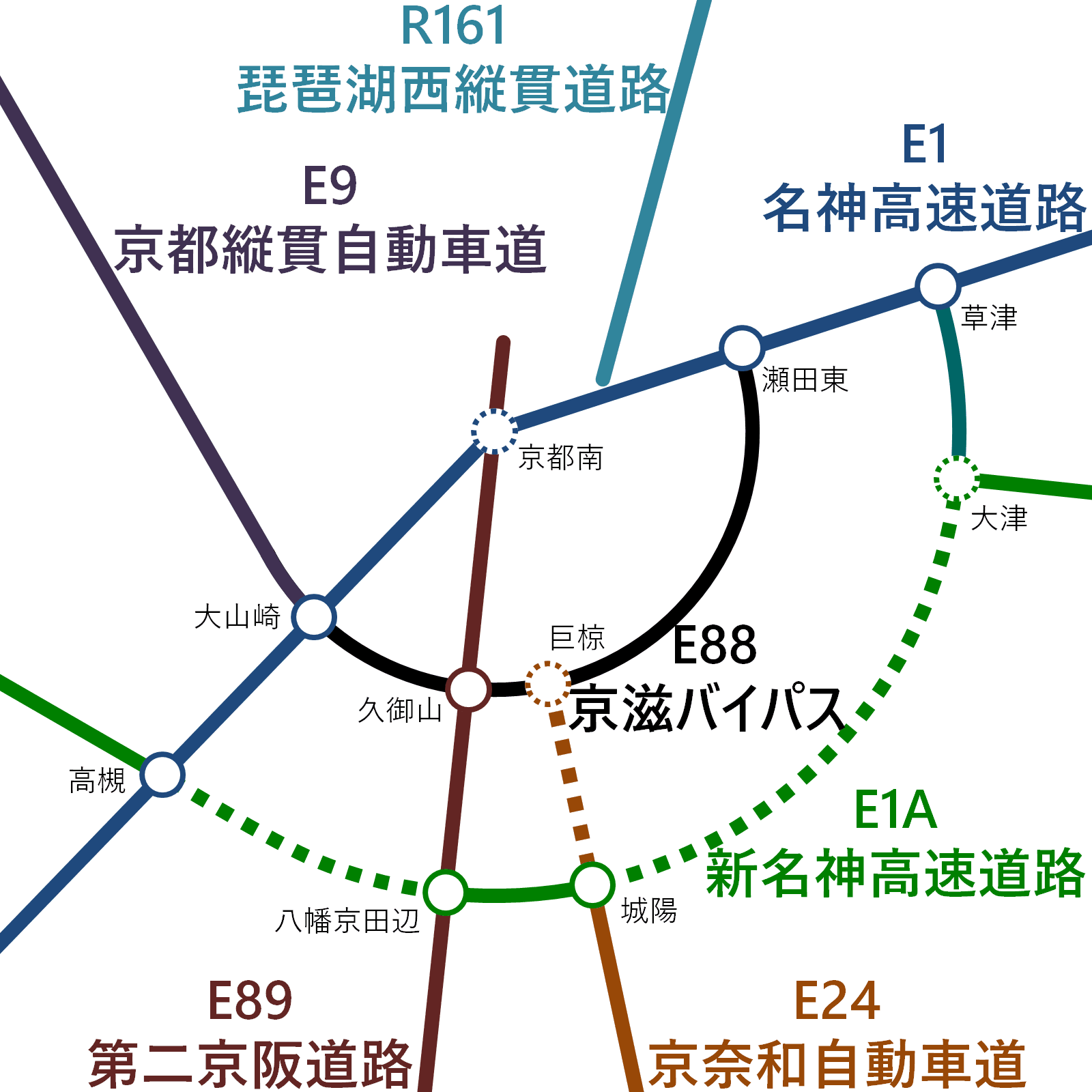
高速道路など主な道路の図。点線は建設中または調査中を示す。

放射状に名神高速道路、京都縦貫自動車道、第二京阪道路、京奈和自動車道、琵琶湖西縦貫道路が伸び、環状に京滋バイパス・京都第二外環状道路、建設中の新名神高速道路が位置する。
- 国道1号
- 国道8号
- 国道9号
- 国道24号
- 国道161号
- 国道162号
- 国道171号
- 国道307号
- 国道367号
- 国道372号
- 国道422号
- 国道423号
- 国道477号
- 国道478号